# Reumachirurgie
De reumachirurgie houdt zich bezig met de chirurgische behandeling van patiënten met reumatische aandoeningen. Het doel is om de ziekte-activiteit te beperken,  de pijn te verzachten en een algehele verbetering van de functies te bereiken.
Reumachirurgie richt zich met name op de behandeling van door reuma aangedane gewrichten (artritis). Er zijn raakvlakken met de orthopedie.